# Kadrina (obec)
Obec Kadrina (estonsky Kadrina vald) je samosprávná jednotka estonského kraje Lääne-Virumaa.

## Osídlení
V obci žije přibližně pět tisíc obyvatel ve dvou městečkách (Kadrina, Hulja) a 37 vesnicích (Ama, Arbavere, Hõbeda, Härjadi, Jõepere, Jõetaguse, Kadapiku, Kallukse, Kihlevere, Kiku, Kõrveküla, Lante, Leikude, Loobu, Läsna, Mõndavere, Mäo, Neeruti, Ohepalu, Orutaguse, Pariisi, Põima, Ridaküla, Rõmeda, Salda, Saukse, Tirbiku, Tokolopi, Udriku, Uku, Undla, Vaiatu, Vandu, Viitna, Vohnja, Võduvere a Võipere). Správním střediskem obce je městečko Kadrina, podle něhož je obec pojmenována.